# Anne-Gret Winkler
Anne-Gret Winkler (* 11. Juli 1944 in Bad Oldesloe; † 9. Dezember 2018 in Itzehoe) war eine deutsche Künstlerin und Galeristin.

## Leben

### Kindheit und Jugend
Die Künstlerin  wurde als Anne-Gret Brügge in Bad Oldesloe geboren. Die Familie wohnte im nahen Ort Sühlen (Kreis Stormarn) und bestand zu dem Zeitpunkt aus der Mutter Elisabeth (1914–1999) und den Kindern Klaus, Inge und Erika. Der Vater Theo befand sich im Krieg und anschließend in Kriegsgefangenschaft. Erst als kleines Mädchen lernte Anne-Gret ihren Vater kennen. Sie verlor ihn jedoch nach wenigen Jahren, da er an Lungenembolie verstarb. Elisabeth kümmerte sich von da an alleine um ihre vier Kinder.
Bald zog die Familie nach Preetz, wo sie in der Gasstraße ein kleines Haus bewohnten.

### Familienphase und erste Ausbildung
Als sie 15 Jahre alt war, lernte sie ihren späteren Mann Hartmut Winkler kennen. 1962 heirateten sie. Ihre Ausbildung zum Industriekaufmann brach sie ab. Sie zogen nach Neumünster. 1964 wurde dort die erste Tochter Bettina, 1965 die Tochter Anette geboren.
Nach dem Umzug nach Kiel kam die dritte Tochter Ulrike zur Welt. Ins neu gebaute Haus zog ihre Mutter Elisabeth, genannt Lisa oder Mutz, mit ein. So konnte Anne-Gret an der nahen Pädagogischen Hochschule studieren: Kunst, Pädagogik und Psychologie. Außerdem belegte sie unter anderem Kurse in Akt- und Porträtzeichnen und Modellieren.

### „Ankommen“ in Itzehoe
1978 zog die Familie (samt Elisabeth Brügge) nach Itzehoe, da Hartmut Winkler zum dortigen Bundesvermögensamt versetzt wurde. Anne-Gret Winkler fand in Itzehoe ihre drei Leidenschaften, die sie bis zu ihrem Tod 2018 verfolgte: ihre eigene künstlerische Tätigkeit, das Motivieren anderer Frauen in ihrer Kreativität und ihre Arbeit als Galeristin. Alle drei Töchter wohnen noch / inzwischen wieder in Itzehoe. Die Älteste, Bettina Winkler-Marxen, Kunsthistorikerin und Kulturredakteurin, übernahm die Galerie 11 2019.

### Schaffen
1978, bereits nach wenigen Monaten in Itzehoe, stellte Anne-Gret Winkler einige ihrer in Ton modellierten Figuren im Keramik-Geschäft von Christine von der Trenck (Lindenstraße) aus. Bald darauf eröffnete sie selbst für kurze Zeit einen kleinen Laden in der Feldschmiede, in dem sie eigene Keramikplastiken präsentierte.
In den 1970er Jahren trugen ihre Figuren noch Kleidung, Haare, Hüte und auch Blumensträuße. Gerne verwendete sie tiefbraunen, fast schwarzen manganhaltigen Ton. Schon bald verschwanden alle Beigaben, und Anne-Gret Winkler definierte den menschlichen Körper als vereinfachte Form. Das entwickelte sich so weit, dass sie oftmals Arme, Füße, manchmal Köpfe wegließ – mit dem Ziel einer klaren Komposition und stärkeren Reduzierung auf das Wesentliche. Dabei hatte sie von Anbeginn über ihre gesamte Schaffensphase zwei große Hauptthemen im Fokus: Paare – wobei der Mann statisch blieb und die Frau in Bewegung – und starke Frauen, gerne für sich und sich selbst genug. Angefeuert wurde dieser sichtbar gewordene Optimismus durch kräftige Farben und markante Konturen.
Ihre Bilder und Keramiken stellte sie über Jahre mehrfach aus (unter anderem in der Galerie Martens, Westerland, im Heiligengeisthospital, Lübeck, oder der Galerie Veith, Ludwigsburg). In den 1980er Jahren betrieb sie zusammen mit dem Konstruktivisten Karl-Heinz Schlaack (1935–2004) eine Ateliergemeinschaft im ehemaligen Otto-Warncke-Atelier. Dort veranstalteten beide Workshops und Ausstellungen.

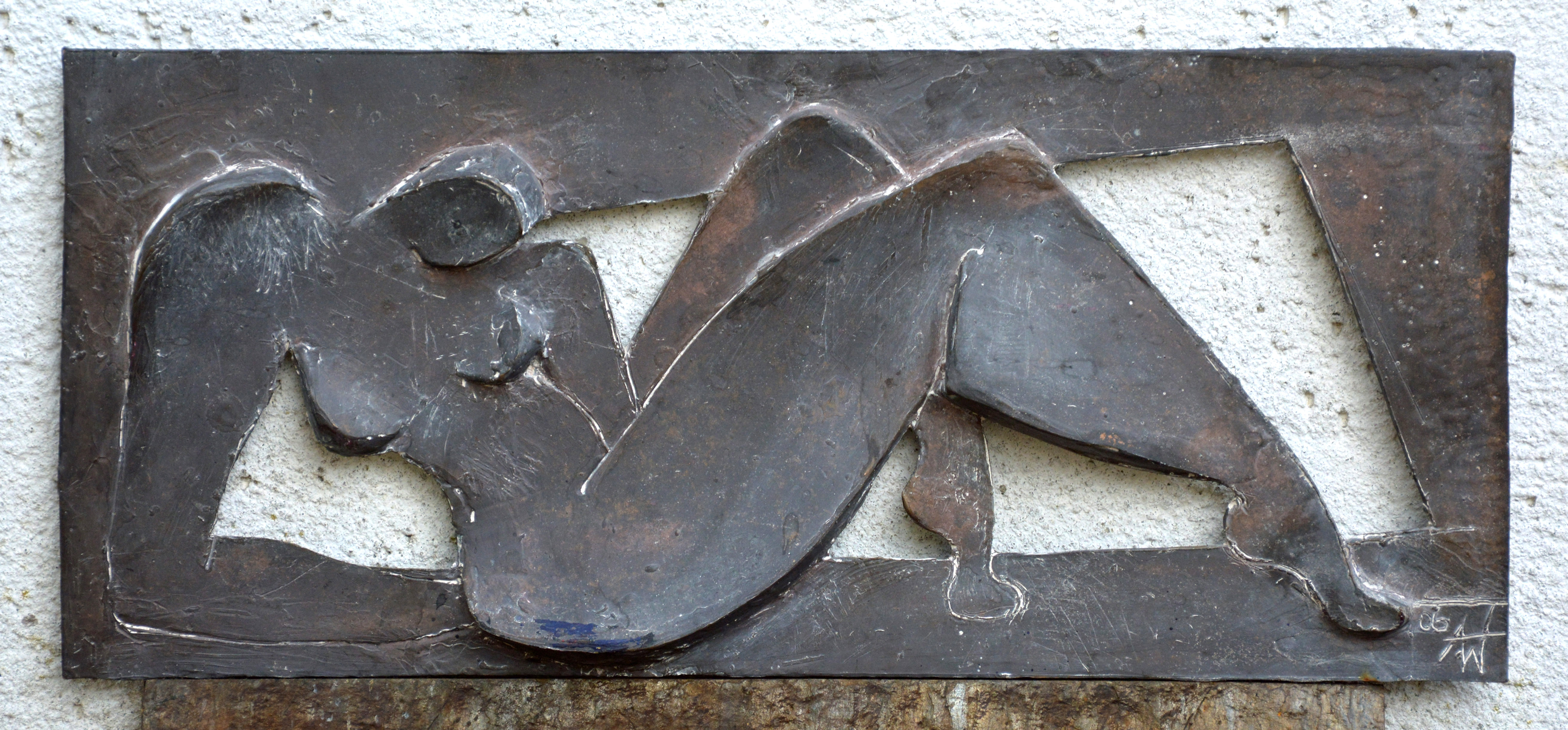
Liegende (1996), H 25 cm, B 57 cm, Bronzerelief

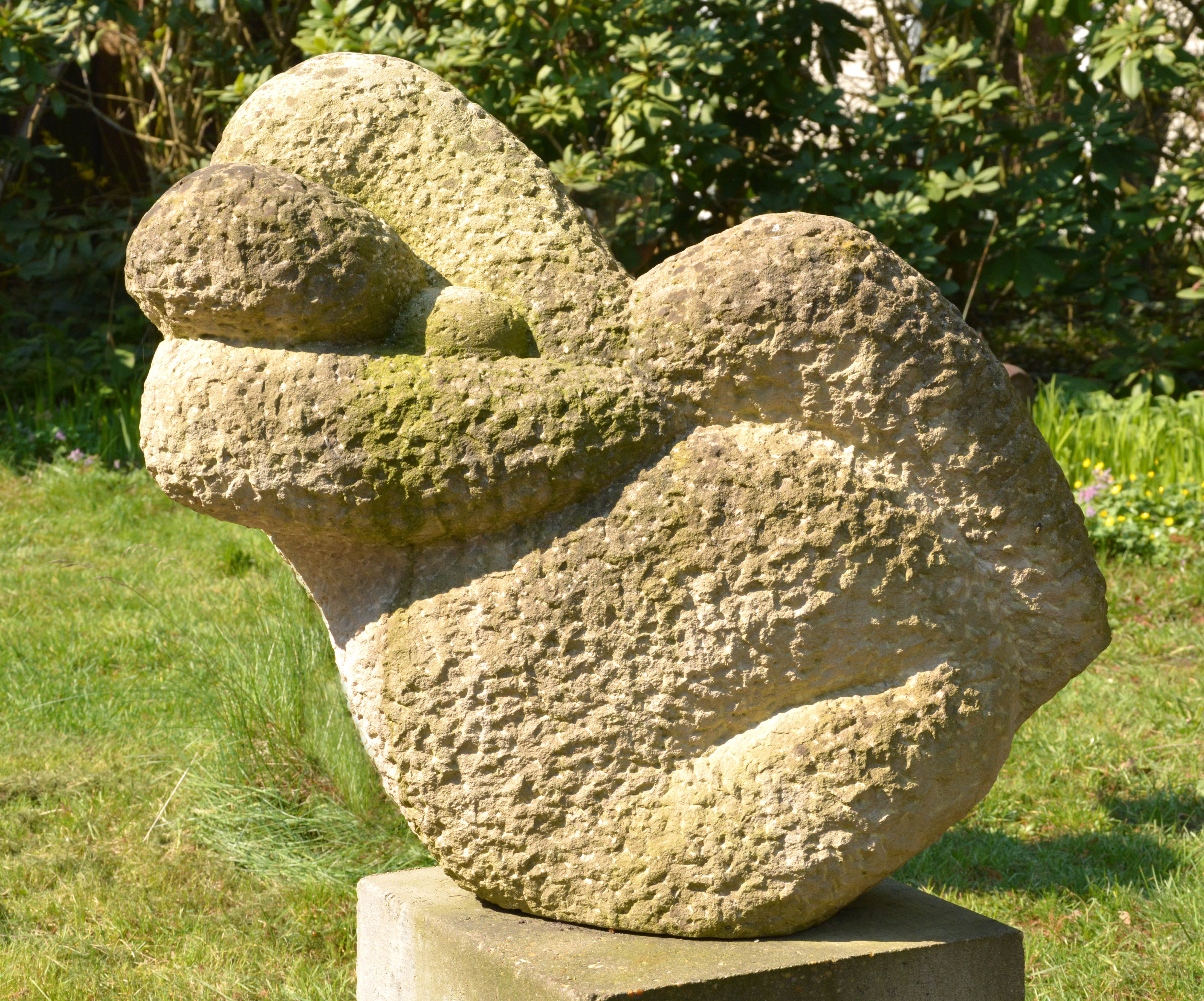
Anne-Gret Winkler: „schräg“ (1998), H 72 cm, Thüster Kalkstein

In den 1990ern begann Anne-Gret Winkler dann, bei Bildhauern zu arbeiten – in Sandstein, Marmor, sehr gerne auch in Thüster Kalkstein. 1992 ließ sie sogar mehrere Figuren (unter anderem zwei weibliche Torsi sowie ein Relief mit drei Rückenansichten) in der Kunstgießerei Barth (heute Wittkamp) in Elmenhorst gießen. Ein Jahr später zeigte sie ihre Arbeiten im Rahmen der Ausstellung „Künstlerinnen an der Westküste Schleswig-Holsteins“ in Itzehoe, Husum, Westerland und Meldorf. Bald führten sie Bildhauersymposien mehrfach an verschiedene Orte in Deutschland und nach Italien.
Neben der eigenen künstlerischen Tätigkeit waren es zwei weitere Leidenschaften, die Anne-Gret Winkler mit der Region Itzehoe verband. Von 1980 bis zu ihrem Tod leitete sie Modellierkurse an der Volkshochschule Münsterdorf. Daraus entwickelten sich viele, von ihr organisierte Kreativworkshops – ob in Dänemark, Namibia, Sri Lanka, Mauritius oder auch in ihrem eigenen großen Garten in Itzehoe. Mehrfach leitete sie weltweit auf Kreuzfahrtschiffen die Passagiere beim Modellieren an.
Ihre dritte Leidenschaft begann für Anne-Gret Winkler, als sie 2002 im Kellinghusener Schnoorhaus ihre Galerie eröffnete. Bis zu ihrem Tod (2013 verlegte sie die Galerie in die Itzehoer Innenstadt) präsentierte sie professionelle Künstler wie Carola Schapals, Brigitta Borchert, Inge Wilkens, Jörg Plickat oder auch Tobias Duwe. In abendlichen Jam-Painting-Sessions wurde bei ihr in der Galerie unter professioneller Anleitung gemalt. Ihre Schutzengel in Linoldruck gehören seit Anfang an zum Programm der Galerie 11.

### Œuvre/Nachlass
Als Anne-Gret Winkler 2018 verstarb, hinterließ sie einen riesigen Nachlass, der noch nicht in vollem Umfang erfasst wurde. Es handelt sich um Hunderte Keramikplastiken, Zeichnungen auf Papier und Malerei auf Leinwand. In der Galerie 11 ist permanent eine kleine Auswahl daraus (plus die Linol-Schutzengel) der Öffentlichkeit zugänglich.
Dazu hinterließ Anne-Gret Winkler Skulpturen bis hin zu überlebensgroßem Format. Da sie gerne alles klein schrieb, sind auch die Titel – soweit bekannt – so wiedergegeben.
Stellvertretend sind hier zu nennen:
- paar (1979), H 49 cm, Keramik
- liegende (1984), L 32 cm, Keramik
- beflügelt (1992), H 47 cm, Alabaster
- weiblicher würfel (1993), H 23 cm, Marmor
- voller lust (1997), #97041, 50 × 100 cm, Acryl auf Leinwand
- ich bin (1999), #99019, 120 × 40 cm, Acryl auf Leinwand
- Paar (1999), H 201 cm, Stahlschnitt, bemalt
- selbstzufrieden 1-5 (2000), 30 × 30 cm, Acryl auf Leinwand
- forte (2001), #01027, 60 × 60 cm, Acryl auf Leinwand
- Kleine Blaue (etwa 2003), H 13 cm, Keramik
- Liegende (etwa 2004), H 39 cm, Betonrelief
- lebensbogen (2005), H 46 cm, Thüster Kalkstein
- Liegende (2006), H 25 cm, B 57 cm, Bronzerelief

### Primärliteratur
- reflexionen, Katalog im Eigenverlag, 24 x 24 cm, schwarzer Karton, handbeschriftet und verschraubt, Fotos von Kai Falck, 1992, 40 Seiten, Auflage 200
- reflexionen 2, Katalog im Eigenverlag, 21 × 21 cm, 2003, 48 Seiten, Auflage 500
- Werkbuch für Steatit, Eigenverlag, 21 × 21 cm, Spiralbindung, 2004, 48 Seiten, Auflage 100

### Sekundärliteratur
- Künstlerinnen an der Westküste, Ausstellungskatalog, Nr. 8 der Kataloge der Museen in Schleswig-Holstein, 1993.
- Reflexionen 3, Monografie anlässlich des 75. Geburtstages von Anne-Gret Winkler, 2019, ISBN 978-3-7494-5251-4.